# Новинка (Волгоградская область)
Новинка (ранее Ной-Дёнхоф, Новая Гололобовка; Ней-Гололобовка, Новое) — село Жирновского района Волгоградской области России, в составе Алёшниковского сельского поселения.
Основано в 1857 году как дочерняя колония Ной-Дёнхоф (нем. Neu-Dönhof).
Население — 462 (2010).

## Название
Немецкое название — Ней-Денгоф. Официальное русское название — Новая Гололобовка. Также было известно как село Новое.

## История
Основано в 1857 году. До 1917 года — немецкое лютеранское село сначала Сосновского колонистского округа, а после 1871 года Олешинской волости Камышинского уезда Саратовской губернии. Село относилось к евангелическому приходу Диттель.
В 1863 году открылась церковно-приходская школа, в 1883 году — земская школа. В конце XIX — начале XX века здесь имелись маслосыродельный завод, ветряная мельницы Шваба, Вольфа и Флеклера, ткачество сарпинки, производство фур и веялок, лавка. Земли в 1857 году — 4416 десятин, в 1910 году — 6592 десятин.
В советский период — немецкое село сначала Медведицкого района Голо-Карамышского уезда Трудовой коммуны (Области) немцев Поволжья; с 1922 — Медведицко-Крестово-Буеракского (в 1927 г. переименован во Франкский) кантона Республики немцев Поволжья; административный центр Ней-Денгофского сельского совета (в 1926 году в сельсовет входило одно село Ней-Денгоф).
Село пережило голод в Поволжье: в 1921 году родились 83 человек, умерло — 301.
В 1926 году существовала кооперативная лавка, начальная школа, изба-читальня, 2 библиотеки. В годы коллективизации организован колхозы имени Орджоникидзе и имени М. Горького; действовала ткацкая артель «Сарпинка». В 1932 году в селе была организована Ней-Денгофская МТС.
В 1927 году постановлением ВЦИК «Об изменениях в административном делении Автономной С. С. Р. Немцев Поволжья и о присвоении немецким селениям прежних наименований, существовавших до 1914 года» селу Новое Франского кантона официально присвоено название Ней-Денгоф.

В сентябре 1941 года немецкое население было депортировано. Село было передано Сталинградской области. Решением облисполкома от 31 марта 1944 года № 10 § 30 «О переименовании населённых пунктов Сталинградской области, носящих немецкие названия» село Ней-Денгоф переименовано в село Новинка.

## Физико-географическая характеристика
Село расположено на северо-востоке Жирновского района, близ границы с Саратовской областью, в лесостепи, в пределах Приволжской возвышенности, являющейся частью Восточно-Европейской равнины, в верховьях реки Перевозинка (приток Медведицы). Рельеф местности — холмисто-равнинный, сильно пересечённый балками и оврагами. Почвы — чернозёмы южные и остаточно-карбонатные. Высота центра населённого пункта — 195 метров над уровнем моря.
По автомобильным дорогам расстояние до областного центра города Волгограда составляет 340 км, до районного центра города Жирновск — 54 км, до ближайшего крупного города Саратова — 250 км.
Климат
Климат умеренный континентальный (согласно классификации климатов Кёппена — Dfb). Многолетняя норма осадков — 431 мм. Наибольшее количество осадков выпадает в июне — 50 мм, наименьшее в марте — 22 мм. Среднегодовая температура положительная и составляет + 5,7 С, средняя температура самого холодного месяца января −10,9 С, самого жаркого месяца июля +21,4 С.
Часовой пояс
Новинка, как и вся Волгоградская область, находится в часовой зоне МСК (московское время). Смещение применяемого времени относительно UTC составляет +3:00.

## Население
Динамика численности населения по годам:
| 1857 | 1886 | 1897 | 1911 | 1920 | 1922 | 1926 | 1931 | 1987 | 2002 |
| ---- | ---- | ---- | ---- | ---- | ---- | ---- | ---- | ---- | ---- |
| 712  | 1599 | 1804 | 2090 | 2382 | 2104 | 2368 | 2535 | ≈340 | 476  |

| 2010 |
| ---- |
| 462  |